# Березівка (Лубенська міська громада)
Березі́вка —  село в Україні, у Лубенському районі Полтавської області. Населення становить 514 осіб. Колишній орган місцевого самоврядування — Засульська сільська громада.

## Географія
Село Березівка знаходиться на відстані 1,5 км від сіл Кревелівка та Величківка (Миргородський район). Поруч проходять автомобільна дорога М03 та залізниця, станція Шишаки за 3 км.

## Історія
- XVIII століття - дата заснування як казацький хутір Березин [1].
- За переписом 1859 року - 14 дворів, 56 жителів; 1910 року - 36 дворів, 268 жителів.
- 12 червня 2020 року, відповідно до розпорядження Кабінету Міністрів України № 721-р «Про визначення адміністративних центрів та затвердження територій територіальних громад Полтавської області», село увійшло до складу Лубенської міської громади[2].
- 19 липня 2020 року, в результаті адміністративно - територіальної реформи та ліквідації Лубенського району(1923-2020), село увійшло до складу новоутвореного Лубенського району[3].

## Населення
Згідно з переписом УРСР 1989 року чисельність наявного населення села становила 613 осіб, з яких 274 чоловіки та 339 жінок.
За переписом населення України 2001 року в селі мешкало 514 осіб.

### Мова
Розподіл населення за рідною мовою за даними перепису 2001 року:
| Мова       | Відсоток |
| ---------- | -------- |
| українська | 97,86 %  |
| російська  | 1,75 %   |
| білоруська | 0,39 %   |

## Об'єкти соціальної сфери
- Школа І-ІІ ст.

## Відомі люди
- ПАВЛОВ Василь Степанович, 1896 р., с. Кучерівка Лубенського р-ну Полтавської обл., українець, із селян, малописьменний. Проживав у с. Кучерівка. Селянин-одноосібник. Вперше заарештований 17 жовтня 1929 р. Засуджений Особливою нарадою при Колегії ОДПУ 18 січня 1930 р. за ст. 58-10 КК РСФРР до 3 років позбавлення волі. Після відбуття покарання проживав у с. Березівка Лубенського р-ну. Тесля. Вдруге заарештований 6 лютого 1938 р. Засуджений Особливою трійкою при УНКВС Полтавської обл. 5 квітня 1938 р. за ст.ст. 54-10 ч. 1, 54-11 КК УРСР до розстрілу з конфіскацією майна. Вирок виконано 21 травня 1938 р. Реабілітований Полтавським обласним судом 30 жовтня 1957 р. та Полтавською обласною прокуратурою 25 січня 1990 р.
- ПАВЛОВ Петро Степанович, 1894 р. н., с. Березівка Лубенського р-ну Полтавської обл., українець, із селян, малописьменний. Проживав у с. Березівка. Вантажник МТС. Заарештований 6 лютого 1938 р. Засуджений Особливою трійкою при УНКВС Полтавської обл. 5 квітня 1938 р. за ст.ст. 54-10 ч. 1, 54-11 КК УРСР до розстрілу з конфіскацією майна. Вирок виконано 21 травня 1938 р. Реабілітований Полтавським обласним судом 30 травня 1957 р.[7].